# Alpitour
Alpitour est le principal voyagiste italien, organisateur de voyages et de vacances.

## Histoire
L'histoire d'Alpitour débute en 1947 à Coni au sud de Turin, (Cuneo en italien), où naît Alpi, une agence de voyages et de tourisme. Elle transporte en autocar et train, les Italiens vers l'année sainte à Rome ou le carnaval de Nice. En 1960, elle crée des inclusive tour (tours tout compris) dans des villes européennes comme Barcelone ou Madrid (six jours pour 69 000 lires seulement). En 1970, c'est le grand développement avec des vols spéciaux directs vers la Méditerranée. En 1980, elle devient le leader italien pour les vacances.
Le groupe Alpitour, réorganisé en 1998, appartient à l'IFIL-Fiat et comprend :
Voyagisme, Distribuzione, Alberghiero, Avionica et Incoming.